# Lichana
Lichana est une commune de la wilaya de Biskra en Algérie.

## Géographie
Lichana est situé dans le sud-est de l'Algérie, 360 km au sud de la capitale Alger, une partie de la Tolga Oasis, une zone connue internationalement pour les dates de haute qualité (Deglet Nour) avec plus de 500 000 dattiers dans la région.

## Histoire
ce petit village qui a résisté à l’invasion française en participant activement à la bataille des zaatcha

## Personnalités liées
- Ferhat Bouhamed (mort en 1951), théologien musulman
- Ahmed Sahnoun (1907-2003), théologien musulman